# Beni Yenni
Beni Yenni (în arabă بنى ينى) este o comună din provincia Tizi-Ouzou, Algeria.
Populația comunei este de 5.737 de locuitori (2008).